# Tomas Sandström
Tomas Sandström (Jakobstad, 4 settembre 1964) è un ex hockeista su ghiaccio svedese.

## Palmarès

### Olimpiadi invernali
- 1 medaglia:
  - 1 bronzo (Sarajevo 1984)